# Berbá
Berbá est une localité de la province de Chiriquí, au Panama.